# Hippolyte Goyon
Pour les articles homonymes, voir Goyon.
Jean Félix Hypolite Goyon dit Hippolyte Goyon-Gourbine est un notaire, avocat, magistrat et homme politique français né le 20 juillet 1800 à Courpière où il est mort le 9 novembre 1886.

## Biographie
Fils de François Goyon (1771-1857) et de Marie Jouvet (1776-1859), Jean Félix Hypolite Goyon nait le 1er thermidor de l'an VIII de la République au domicile de ses père et mère situé à Courpière. Il est le petit-fils de Jean Goyon, juge de paix.
Sa sœur, Michelle Antoinette Félicité (1802-1878) épousera Jean Baptiste Antoine Dumas (1784-1862), avocat puis juge suppléant au tribunal de Thiers. De ce mariage, naitront notamment l'homme politique, Arthur Dumas, et Jean Félix Camille Dumas, maire de Lezoux, grand-père du pilote et maire de Sainte-Agathe, Gérard Dumas de Vaulx, et de Marie Jeanne Germaine Mulsant (1865-1918) qui épousera le militaire, Robert Olleris.
Par sa mère, fille d'Antoine Jouvet et de Catherine Dousse, il est le cousin germain de l'avocat et homme politique, Antoine Jouvet.
Il épouse, le 22 mai 1831, à Thiers, Jeanne Antoinette Gourbine (1811-1870), fille de Jean Jacques Gourbine, notaire, et de Jeanne Sablon. de ce mariage, naissent trois enfants :
- François Gabriel Jul Amédée (1832-1834[3]),
- Marie Jeanne Noëmi (1838-1877[4]) qui épousera, en 1862[5], Pierre dit Léonce de Rochefort (1822-1892[6]), fils de Jean Emmanuel de Rochefort et de Pauline Rollet,
- Joseph Gabriel (1840-1893[7]) qui épousera, en 1870[8], Louise Hélène Berger, fille de Jacques Guillaume Berger, vice-président du tribunal civil de Lyon, et de Joséphine Rosalie Pauline Riché, dont une des filles, Guillemine Noémie Yvonne, épousera l'industriel et critique littéraire Albert Déchelette.

Il décès le 9 novembre 1886 en son domicile situé à Courpière.

## Carrière juridique
Avocat, il est nommé, le 28 juin 1833, juge suppléant au tribunal civil de Thiers, en remplacement de Monsieur Dumas-Goyon, démissionnaire, fonctions qu'il occupera jusqu'à sa démission, le 10 avril 1859.
Il est nommé, sur concours, en 1840, notaire à la résidence de Thiers, fonction qu'il occupera jusqu'en 1843. Ses minutes sont conservées aux archives départementales du Puy-de-Dôme, sous les côtes 5 E 112  108 à 114 et 261.

## Carrière politique

### Au Conseil général du Puy-de-Dôme
Il se présente aux élections départementales du 24 novembre 1833, dans le canton de Courpière. Il est battu par le Comte Alexandre Jacques Laurent Anisson-Dupéron, député de la seine-inférieure, ayant recueilli 11 suffrages sur les 41 exprimés contre 23 à son adversaire.
Il est élu au conseil général du Puy-de-Dôme, dans ledit canton de Courpière, le 18 août 1844, comme ayant recueilli 27 suffrages sur les 38 exprimés pour 47 inscrits, contre 9 à Alexis de Provenchères et 2 à Claude Guillaume Coiffier. Il prête serment le 26 août suivant.
Il est réélu aux élections du 3 septembre 1848, ayant recueilli 1 063 suffrages sur les 1 725 exprimés pour 4 642 inscrits contre 70 voix crédité à son adversaire, Paul Émile Gondre,.
Il est réélu, le 31 juillet 1852, ayant recueilli 2 016 voix sur 2 045 votants pour 4 726 inscrits, ainsi qu'aux élections des 2 et 3 juin 1855, crédité de 2 016 suffrages sur les 2 028 exprimés pour 4 670 inscrits.
Se présentant aux élections du 19 juin 1864, il est battu par son neveu, Arthur Dumas, maire de Vollore-Ville, crédité de 1 374 suffrages sur les 3 701 exprimés pour 4 686 inscrit, son adversaire ayant recueilli 1 950 voix.
Au cours de ses mandats, il est notamment membre de :
- la 2e commission ayant compétence pour traiter des questions relatives aux contributions directes et indirectes, au cadastre, à l'instruction primaire, aux foires et marchés ainsi qu'aux demandes de distraction et de réunion des communes (1844, 1845)[13],[16],
- la 4e commission ayant compétence pour traiter des questions relatives aux routes départementales et aux chemins de vicinalité (1846, 1847)[17],[18],
- la 2e commission ayant compétence pour examiner les propositions du préfet quant au vote des centimes facultatifs, extraordinaires et spéciaux (1848)[19],

- la 4e commission ayant compétence pour traiter des questions relatives aux routes départementales, aux chemins vicinaux de grande, moyenne et petite vicinalité, à l'organisation des agents voyers, aux avis sur la distribution des fonds extraordinaires mis à la disposition du département ainsi qu'au projet de loi sur les chemins vicinaux (1848, 1849)[19],[20],
- la 4e commission ayant compétence pour traiter des questions relatives aux routes départementales, aux chemins vicinaux de grande, moyenne et petite vicinalité, à l'organisation des agents voyers ainsi qu'au moyen d'améliorer la moyenne et la petite vicinalité dans l'intérêt agricole, au sein de laquelle il siège aux côtés de son cousin germain, Antoine Jouvet (1850)[21],
- la 4e commission ayant compétence pour traiter des questions relatives aux chemins vicinaux de grande, moyenne et petite vicinalité, aux agents voyers, aux règlements relatifs aux prestations ainsi qu'aux plantations (1851)[22],
- la 4e commission ayant compétence pour traiter des questions relatives aux chemins vicinaux de grande, moyenne et petite vicinalité, aux agents voyers ainsi qu'aux règlements relatifs aux prestations (1852)[23],
- la 6e commission ayant compétence pour traiter des questions relatives aux vœux divers, aux circonscriptions territoriales, aux affaires non classées, aux vœux généraux, aux vœux relatifs à l'établissement de brigades de gendarmerie, au service des postes et de l'enregistrement, aux circonscriptions administratives, aux demandes en distraction ou réunion de communes, à la caisse de retraites des employés de la Préfecture et des agents voyers, aux secours individuels, aux indemnités pour les travaux extraordinaires du Conseil général, à l'achat d'ouvrages d'administration ainsi qu'à la division des cantons du département en séries pour le renouvellement des membres du conseil général et des conseils d'arrondissement (1853, 1858, 1859)[24],[25],[26],
- la 6e commission ayant compétence pour traiter des questions relatives aux vœux divers, aux circonscriptions territoriales, aux affaires non classées, aux vœux généraux, aux vœux relatifs à l'établissement de brigades de gendarmerie, au service des postes et de l'enregistrement, aux médecins cantonaux, aux circonscriptions administratives, aux demandes en distraction ou réunion de communes, à la caisse de retraites des employés de la Préfecture et des agents voyers, aux secours individuels, aux indemnités pour les travaux extraordinaires du Conseil général ainsi que l'achat d'ouvrages d'administration (1854 et 1855)[27],[28],
- la 2e commission ayant compétence pour traiter des questions relatives à l'instruction publique, aux souscriptions et recherches scientifiques, aux travaux et recherches des mines, aux cultes, à l'école secondaire de médecine, à l'école d'accouchement, à l'instruction primaire, aux écoles de filles, à la maison de refuge, aux salles d'asile, aux sourds et muets, à l'école de volvic, à l'entretien d'élèves à l'école vétérinaire de Lyon et à celle des arts et métiers d'Aix, aux souscriptions littéraires, à la conservation des monuments historiques, aux archives, aux subventions ecclésiastiques, au secours aux communes pour les réparations d'églises et de presbytères, à l'École normale primaire ainsi qu'au projet d'achèvement de la cathédrale (1856)[29],
- la 3e commission ayant compétence pour traiter des questions relatives au chemin de fer, aux routes impériales, à la navigation, à la pêche fluviale, au service hydraulique, aux routes départementales et aux cartes (1857)[30],
- la 4e commission ayant compétence pour traiter des questions relatives aux chemins vicinaux de grande, moyenne et petite communications, aux agents voyers, aux règlements relatifs aux prestations et aux chemins ruraux (1860, 1861, 1862)[31],[32],[33],
- la 4e commission ayant compétence pour traiter des questions relatives aux chemins de grande communication, aux chemins d'intérêt commun, aux chemins vicinaux ordinaires, aux chemins ruraux, , aux agents voyers et aux règlements relatifs aux prestations(1863)[34].

Il est désigné, par le conseil général, membre du jury d'expropriation pour cause d'utilité publique pour l'arrondissement de Thiers, pour les sessions de 1871, d'août 1872, d'août 1873, d'octobre 1874 et d'août 1875.

### À la mairie de Courpière
Par décret en date du 17 avril 1861, il est nommé maire de Courpière.
Il est à nouveau nommé maire de ladite commune, par décret impérial du 30 août 1865.